# Alberto Fernández de la Puebla
Alberto Fernández de la Puebla (født 17. september 1984) er en spansk tidligere professionel cykelrytter.